# Mroczek pozłocisty
Mroczek pozłocisty (Cnephaeus nilssonii) – gatunek ssaka z podrodziny mroczków (Vespertilioninae) w obrębie rodziny mroczkowatych (Vespertilionidae).

## Taksonomia
Gatunek po raz pierwszy zgodnie z zasadami nazewnictwa binominalnego opisali w 1839 roku niemieccy naukowcy – geolog i paleontolog Alexander Keyserling oraz zoolog Johann Heinrich Blasius nadając mu nazwę Vespertilio nilssonii, chociaż w 1836 roku szwedzki zoolog Sven Nilsson opisał ten gatunek jako Vespertilio kuhlii. Holotyp pochodził ze Szwecji.
Zwykle umieszczany w rodzaju Eptesicus, jednak na podstawie rewizji taksonomicznej przeprowadzonej w 2023 roku został przeniesiony do rodzaju Cnephaeus. Cnephaeus nilssonii wydaje się być taksonem siostrzanym C. serotinus i często są parafiletyczne w badaniach genetycznych z użyciem genów mitochondrialnych ze względu na rozległą bardzo dawną hybrydyzację. Wykorzystując geny jądrowe, C. nilssonii tworzy klad monofiletyczny, który nie jest blisko spokrewniony z C. serotinus. Czasami uważa się, że C. nilssonii obejmuje C. japonensis, ale są one ogólnie uznawane za odrębne gatunki na podstawie danych morfologicznych. Do C. nilssonii zalicza się często C. gobiensis, ale obecnie jest on zazwyczaj uznawany za odrębny gatunek na podstawie danych genetycznych i morfologicznych. Zwykle rozpoznaje się dwa podgatunki (nilssonii i parvus), ale dane genetyczne nie potwierdzają tego podziału, ponieważ między tymi dwoma taksonami występuje niewielka zmienność genetyczna. Autorzy Illustrated Checklist of the Mammals of the World uznają ten gatunek za monotypowy.

### Etymologia
- Cnephaeus: gr. κνεφαιος knephaios ‘ciemny, ponury’[12].
- nilssonii: prof. dr Sven Nilsson (1787–1883), szwedzki zoolog, archeolog[13].

## Zasięg występowania
Mroczek pozłocisty występuje od wschodniej Francji do północnej Europy znacznie powyżej koła podbiegunowego w Norwegii, Szwecji i Finlandii, w środkowej Europie, Kaukazie, północno-zachodnim Iranie i środkowej części Azji (w tym północny Kazachstan) przez Rosję i północną Mongolię do Rosyjskiego Dalekiego Wschodu, w tym wyspa Sachalin i półwysep Kamczatka, i na południe przez obszar rzeki Amur do północno-środkowej i północno-wschodniej Chińskiej Republiki Ludowej (Mongolia Wewnętrzna, Heilongjiang, Jilin i Szantung) i Półwyspu Koreańskiego, w tym wyspy Hokkaido i Okushiri w Japonii oraz Wyspy Kurylskie (Kunaszyr i Iturup); odnotowuje się sporadyczne zapisy wędrujących osobników w całej Europie, aż po Bułgarię i Włochy, i na zachód do południowej Wielkiej Brytanii.

## Morfologia
Długość ciała (bez ogona) 54–68 mm, długość ogona 35–50 mm, długość ucha 13–17,5 mm, długość tylnej stopy 10–12 mm, długość przedramienia 34,1–44,2 mm; rozpiętość skrzydeł 240–280 mm; masa ciała 9–13 g. Mroczek pozłocisty ma ciemnokasztanowate ubarwienie ze złocistymi końcówkami włosów na grzbiecie. Futro długie i gęste. Wzór zębowy: I {\displaystyle {\tfrac {2}{3}}} C {\displaystyle {\tfrac {1}{1}}} P {\displaystyle {\tfrac {1}{2}}} M {\displaystyle {\tfrac {3}{3}}} = 32. Kariotyp wynosi 2n = 50 i FNa = 48 (w całej Europie)

## Ekologia

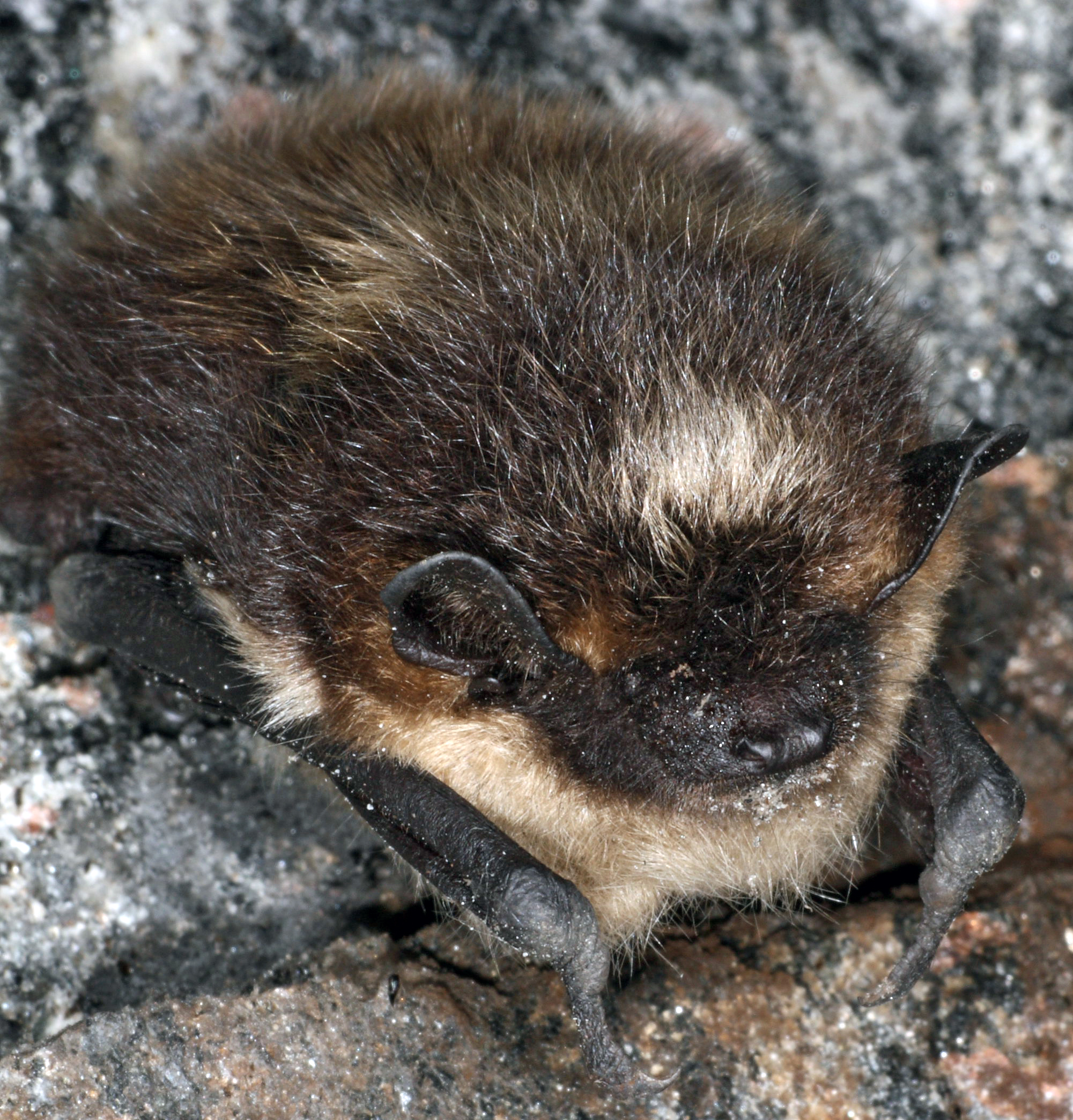
Mroczek pozłocisty w hibernacji

### Siedlisko
Gatunek borealny, związany ze strefą tajgi. Sięga najdalej na północ ze wszystkich nietoperzy, regularnie odbywając rozród za Kołem Podbiegunowym w Norwegii i Szwecji. Jest tam zmuszony do latania i żerowania w warunkach dnia polarnego. Jako związany z surowym klimatem kontynentalnym występuje głównie w północno-wschodniej części Europy, zaś w zachodniej i południowej części kontynentu spotyka się go jedynie w wysokich górach. Związany głównie z terenami leśnymi i górskimi, choć na Górnym Śląsku występuje w centrach dużych miast. Najważniejszymi kryjówkami letnimi tego gatunku są budynki, jedynie sporadycznie znajdowano go w dziuplach drzew. Zimuje w chłodnych, wstępnych partiach podziemi, np. jaskiń czy fortyfikacji. Odporny na mróz, może hibernować w miejscach słabo izolowanych od warunków zewnętrznych.

### Pożywienie
Owady chwytane niemal wyłącznie w locie, szczególnie drobne muchówki, chrząszcze, siatkoskrzydłe i nocne motyle.

## Ochrona
W Polsce jest objęty ścisłą ochroną gatunkową oraz wymagający ochrony czynnej.